# Morten Tyldum
Morten Tyldum (ur. 19 maja 1967 w Bergen) – norweski reżyser filmowy. Jego wczesny film Kumple (2003) zdobył nagrody publiczności na festiwalach w Karlowych Warach i Warszawie. Po sukcesie zrealizowanego w Norwegii obrazu Łowcy głów (2011), Tyldum rozpoczął karierę międzynarodową, realizując wysokobudżetowe produkcje w języku angielskim. Za biografię matematyka Alana Turinga Gra tajemnic (2014) Tyldum był nominowany do Oscara za najlepszą reżyserię.